# Joseph B. Cheadle

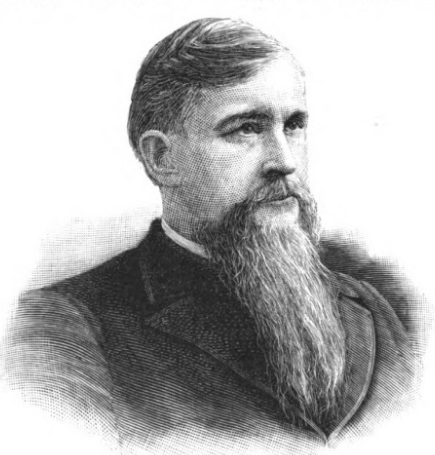
Joseph B. Cheadle

Joseph Bonaparte Cheadle (* 14. August 1842 in Perrysville, Vermillion County, Indiana; † 28. Mai 1904 in Frankfort, Indiana) war ein US-amerikanischer Politiker. Zwischen 1887 und 1891 vertrat er den Bundesstaat Indiana im US-Repräsentantenhaus.

## Werdegang
Joseph Cheadle besuchte die öffentlichen Schulen seiner Heimat und begann danach ein Studium an der Asbury University in Greencastle, aus der später die DePauw University hervorging. Dieses Studium brach Cheadle aber ab, um als Soldat einer Freiwilligeneinheit aus Indiana am Bürgerkrieg teilzunehmen. Nach dem Krieg studierte er bis 1867 am Indianapolis Law College Jura. Nach seiner Zulassung als Rechtsanwalt begann er in Newport in diesem Beruf zu arbeiten. Bis 1873 setzte er seine juristische Tätigkeit fort; danach stieg er in das Zeitungsgeschäft ein.
Politisch war Cheadle Mitglied der Republikanischen Partei. Bei den  Kongresswahlen des Jahres 1886 wurde er im neunten Wahlbezirk von Indiana in das US-Repräsentantenhaus in Washington, D.C. gewählt, wo er am 4. März 1887 die Nachfolge von Thomas B. Ward antrat. Nach einer Wiederwahl konnte er bis zum 3. März 1891 zwei Legislaturperioden im Kongress absolvieren. 1890 wurde er von seiner Partei nicht mehr zur Wiederwahl nominiert. Zwei Jahre später strebte er, erneut erfolglos, die republikanische Nominierung für die Kongresswahlen an.
In den folgenden Jahren wechselte Cheadle zur Demokratischen Partei. 1896 und 1898 bewarb er sich jeweils wieder erfolglos um die Rückkehr in den Kongress. Im Jahr 1896 wurde er Herausgeber der Zeitung „American Standard“. Joseph Cheadle starb am 28. Mai 1904 in Frankfort, wo er auch beigesetzt wurde.